# Rapistrum rugosum subsp. rugosum
Rapistrum rugosum subsp. rugosum é uma subespécie de planta com flor pertencente à família Brassicaceae. 
A autoridade científica da subespécie é (L.) All., tendo sido publicada em Fl. Pedem. 1: 257 (1785).
Os seus nomes comuns são aneixa, aneixas, rinchão, saramago-da-rocha, saramago-de-semente-redonda ou saramago-rinchão.

## Portugal
Trata-se de uma subespécie presente no território português, nomeadamente em Portugal Continental e no Arquipélago da Madeira.
Em termos de naturalidade é nativa das duas regiões atrás indicadas.

## Protecção
Não se encontra protegida por legislação portuguesa ou da Comunidade Europeia.